# フランツ・ウェルザー＝メスト
フランツ・ウェルザー＝メスト（ドイツ語: Franz Welser-Möst, 1960年8月16日 - ）は、オーストリアの指揮者。ヴェルザー＝メスト、ウェルザー＝モーストなどと表記されることもある。

## 人物・来歴
リンツにおいて、肺疾患の専門医の父と国民議会議員の母のもとに生まれる。曽祖父は、ヨハン・シュトラウス2世のデビューコンサートが催されたカフェ・ドームマイヤーの経営者だった。
14歳で地元の音楽高校に入学する。ここで作曲家バルドゥイン・ズルツァーに学ぶ。当初の志望は、指揮者ではなくヴァイオリニストだった。
ところが、1978年11月19日、シューベルト没後150周年記念日にシューベルトのピアノ五重奏曲『ます』の演奏のため会場に向かう途中、交通事故に遭遇して背骨を3ヶ所も折る重傷を負い、ヴァイオリニスト志望の断念を余儀なくされた。そして志望を指揮者に転向し、ミュンヘン音楽大学でヘルマン・ミヒャエルに指揮法を師事。1979年のカラヤン国際指揮者コンクールでは参加者中最年少ながら、セミ・ファイナリストの一人に選ばれる。

## 指揮者として
はじめは地元リンツの、その後はオーストリア全体のユース・オーケストラの指導を通じて指揮者としての経験を培う日々を送る中、演奏を聴いたアンドレアス・フォン・ベニヒセン男爵がマネージャーになることを申し出、1985年には養子縁組関係を結ぶ。また、前後して元の姓名フランツ・メストからフランツ・ウェルザー＝メストに名乗りを改めた（ウェルザーとは、ベニヒセン男爵ゆかりの地であるリンツ近郊のヴェルスに由来する）。
姓を改めた後のヴェルザー＝メストは、スウェーデンのノールショピング交響楽団の首席指揮者に就任、スイスのヴィンタートゥール・ムジークコレギウム管弦楽団の指揮も任され、指揮者としての本格的なキャリアを重ねていく。1986年、ヘスス・ロペス＝コボスの代役としてロンドン・フィルハーモニー管弦楽団を指揮してモーツァルトのレクイエムを演奏、大成功を収め、同楽団との関係を深めていく。この頃からEMIへの録音も始まっている。
1990年、クラウス・テンシュテットの後任としてロンドン・フィルの音楽監督に就任する。1992年にはロンドン・フィルとともに初来日を果たす。この時、同行していた前音楽監督のテンシュテットが、急病により自身の全ての演奏スケジュールをキャンセルして帰国したが、テンシュテットが指揮する予定だったコンサートも含めて、ロンドン・フィル滞日中の全コンサートをヴェルザー＝メストが一人で指揮した。その後、1995年にもロンドン・フィルと来日している。
ヴェルザー＝メストの音楽監督就任後、リーダー（コンサートマスター）のデイヴィッド・ノーランをはじめロンドン・フィルの主要楽員が一斉に退団し、強固なパートナーシップを築くまでには至らなかった。2度目の来日から間もなくロンドン・フィル音楽監督を辞任し、チューリッヒ歌劇場の音楽監督に就任する。ここでの成果はめざましく、それまでやや地味な存在だった同歌劇場はドイツ圏でも有力なオペラハウスに躍進した。多くの公演映像がDVDで紹介されているほか、2008年には来日公演もしている（『ばらの騎士』などを上演）。

## 世界的指揮者へ
1998年にはウィーン・フィルハーモニー管弦楽団の定期公演へのデビューを成功のうちに果たし、2002年からはアメリカの名門クリーヴランド管弦楽団の音楽監督を務めている。2010年にはウィーン国立歌劇場の音楽総監督（Generalmusikdirektor）に就任した。この監督職就任は、地元オーストリア人指揮者としては、総監督（Direktor）であったカラヤン以来約半世紀ぶりであった（この間ドイツ圏出身者もいない）。国立歌劇場のピットのみならず、ウィーン・フィル演奏会にもたびたび登壇した。2010年、ウィーン国立音楽大学指揮科教授に就任した。2011年、2013年、2023年にはウィーンフィル・ニューイヤーコンサートを指揮した。
2014年9月、総監督（Direktor）ドミニク・メイエとの意見の対立から、音楽総監督を突如辞任した。